# Preegzystencja Chrystusa
Preegzystencja Chrystusa (gr. προϋπαρξη) – w teologii chrześcijańskiej pogląd, że Jezus istniał przed poczęciem w łonie Maryi.
W trynitarnej wierze koncepcja osobowego istnienia Jezusa przed jego poczęciem jest podstawowym pojęciem doktryny o Trójcy. Chrystologia bada naturę tej preegzystencji w tematach, które obejmują wcielenie (łac. incarnatio) i kenozę (gr. κένωσις).
Biblijne uzasadnienie wiary w preegzystencję Jezusa stanowi przede wszystkim prolog Ewangelii Jana, w którym filozoficzny archetyp logosu jest wykorzystany do przedstawienia teologii Syna Bożego, z pominięciem wypowiedzenia wprost jego imienia.

Na początku było Słowo, a Słowo było u Boga i Bogiem było Słowo. (...) A Słowo stało się ciałem i zamieszkało wśród nas.

Innym fragmentem biblijnym, który przedstawiany jest jako uzasadniający preegzystencję Jezusa, jest List do Filipian:

On, istniejąc w postaci Bożej, nie skorzystał ze sposobności, aby na równi być z Bogiem, lecz ogołocił samego siebie, przyjąwszy postać sługi, stawszy się podobnym do ludzi.

Definiowanie doktryny chrześcijańskiej w tej materii następowało w III-IV wieku i było reakcją na pojawiające się nauki uznane za herezje, zwłaszcza arianizmu, a także było równoległe do definiowania nauki o Trójcy Świętej. Podstawową wypowiedzią, która kodyfikowała naukę wspólną wszystkim chrześcijanom, jest wyznanie wiary ułożone na soborze nicejskim (325) jako tzw. Symbol nicejski. Wcześniejsze, zachowane dokumenty, które potwierdzają wiarę chrześcijan w preegzystencję Jezusa, to wyznania wiary biskupów: Grzegorza Cudotwórcy i Euzebiusza z Cezarei. Znany jest również fakt, że w 382 synod rzymski zwołany przez Damazego ekskomunikował Fotyna, biskupa Sirmium, za to, że ten twierdził i nauczał, iż Jezus Chrystus pochodzi tylko z Maryi.
Świadkowie Jehowy nauczają, że Jezus występuje jako Słowo (gr. Lògos) w Starym Testamencie.
Unitarianizm odrzuca wszelkie osobowe istnienie Jezusa przed jego narodzinami. Jest to konieczne dla rozróżnienia dwóch poglądów:
1. Grupy, które uczą o dziewiczych narodzinach, jak bracia polscy (arianie, socynianie) z XVII wieku, czy też pierwsi unitarianie w Holandii i Wielkiej Brytanii – jak John Biddle i Nathaniel Lardner[12], a od roku 1850 również chrystadelfianie[13].
2. Grupy, które zaprzeczają cudownym narodzinom, uczą, że Jezus został przyjęty jako syn Boży, gdy stał się dorosłym mężczyzną. Obejmuje to nowoczesnych unitarian i unitarian uniwersalistów.

Wspólnoty odrzucające preezgystencję Jezusa fragment Ewangelii Jana 1,1 interpretują, jako odnoszący się do wypełnienia zapowiedzi Mesjasza. Fragment Flp 2,6-11 odnoszony jest do uniżenia Jezusa w jego ziemskim życiu i jego braku roszczeń do równości z Bogiem.
Preegzystencję odrzuca część osób należących do Zborów Bożych Chrześcijan Dnia Siódmego, gdyż wspólnota ta nie narzuca w tej kwestii jednego rozumienia i pozostawia w tej kwestii wolność.